# مینتر سیتی (میسیسیپی)
مینتر سیتی (به انگلیسی: Minter City) یک منطقهٔ مسکونی در ایالات متحده آمریکا است که در Leflore County واقع شده‌است. مینتر سیتی ۴۲٫۰۶ متر بالاتر از سطح دریا واقع شده‌است.